# 马良行
马良行（1957年11月29日—），上海人，中国足球教练，而且是为数不多的在男子、女子足球两方面都有丰富执教经验的人士。

## 执教生涯
马良行最早以执教上海女足成名，九十年代中后期他带领的远东女足成绩优异，并培养出了水庆霞、孙雯、浦玮、潘丽娜等一大批中国国家女足球员。2001年，女足名帅马元安卸任后，马良行第一次接掌国家队，率队参加了2003年女足世界杯，不过在八强中失利，当即辞职。
2004年，马良行进入男足，执教珠海中邦，并一举带队冲入了中国足球超级联赛。2005年中邦迁移到上海，马良行率队获得了中超联赛第11名的成绩。2005年11月，马良行再次执教中国女足，但是在2007年初与中国足协发生矛盾，最终被解除职务。中国队之后在外籍教练多曼斯基的带领下参加了2007年女足世界杯，不过仍然在八强中失利，马良行在电视赛事转播中担任了一些场次的评论，不过明确表示不会评论中国队和中国队的比赛。
因为马良行的执教能力，他此后仍然被很多人认为是女足又一届新主帅的人选。不过2008年马良行第三次“出山”却又选择了男足，成为无锡中邦的主教练，率队参加中国足球甲级联赛。2009年赛季开始后不久，马良行离任，由申思接替刚刚迁回上海的浦东中邦的主教练一职。
2010年1月，上海申花俱乐部宣布马良行成为新上任的世界名帅布拉泽维奇的学生，学习先进执教思想。

## 其它职务
除职业足球教练外，马良行还一直兼任上海体校的副校长。

## 家庭
马良行的儿子马一鸣是职业足球运动员。